# レイナルド・ゴルノ
レイナルド・ゴルノ（Reinaldo Berto Gorno、1918年6月18日 - 1994年4月10日）は、アルゼンチンの陸上競技選手である。彼は、1952年に開催された1952年ヘルシンキオリンピックのマラソンで銀メダルを獲得した。

## 経歴
ゴルノは長距離走の選手として活躍し、南アメリカ陸上競技選手権大会では1945年にクロスカントリーで金メダルを獲得したのを始め、銀メダル5個、銅メダル1個を獲得した実績を持っていた。ゴルノがオリンピックに出場したのは、34歳のときだった。彼はヘルシンキオリンピックのマラソンアルゼンチン代表3人のうちの1人として、ヘルシンキに赴いた。
ヘルシンキオリンピックのマラソンは、32の国から66人の選手が出場して、1952年7月27日に実施された。レースがスタートしたのは午後3時28分で、当日はかなり涼しい天気だった。事前の予想では、オリンピック直前の6月14日に当時のマラソン世界最高2時間20分42秒を記録していたイギリス代表のジム・ピーターズが金メダルの最有力候補だった。実際のレースでは、「人間機関車」の愛称で知られたチェコスロバキア代表のエミール・ザトペックが、10000メートル競走、5000メートル競走に続いて圧倒的な強さを見せて2時間23分3秒2の記録で金メダルを獲得し、オリンピック長距離走メダル三冠を達成した。ゴルノはザトペックに2分半以上の大差をつけられたが、2時間25分35秒の記録で2位に入って銀メダル獲得を果たした。
その他の主要な大会では、1951年にブエノスアイレスで開催されたパンアメリカンゲームズのマラソンで、1948年ロンドンオリンピックのマラソン金メダリスト、デルフォ・カブレラに次いで2位に入っている。1954年に開催された第9回朝日マラソン（当時は神奈川県で開催）では、大会として初めて招待された外国人選手の一人として出場し、初めて優勝した。彼は1950年代を代表するマラソン選手の1人として、1952年、1954年、1955年の合計3回男子マラソンの世界トップ10に名を連ねている。

## 主要大会での成績
| 年   | 大会                     | 場所                             | 種目             | 結果 | 記録          |
| ---- | ------------------------ | -------------------------------- | ---------------- | ---- | ------------- |
| 1941 | 南アメリカ陸上競技選手権 | ブエノスアイレス（アルゼンチン） | 5000m            | 2位  | 15分12秒1     |
| 1941 | 南アメリカ陸上競技選手権 | ブエノスアイレス（アルゼンチン） | 10000m           | 2位  | 31分39秒6     |
| 1945 | 南アメリカ陸上競技選手権 | モンテビデオ（ウルグアイ）       | 5000m            | 3位  | 15分24秒2     |
| 1945 | 南アメリカ陸上競技選手権 | モンテビデオ（ウルグアイ）       | 10000m           | 2位  | 32分38秒2     |
| 1945 | 南アメリカ陸上競技選手権 | モンテビデオ（ウルグアイ）       | クロスカントリー | 1位  | 44分12秒4     |
| 1947 | 南アメリカ陸上競技選手権 | リオデジャネイロ（ブラジル）     | クロスカントリー | 2位  | 38分39秒0     |
| 1951 | パンアメリカンゲームズ   | ブエノスアイレス（アルゼンチン） | マラソン         | 2位  | 2時間45分00秒 |
| 1952 | 南アメリカ陸上競技選手権 | ブエノスアイレス（アルゼンチン） | 5000m            | 2位  | 15分5秒5      |
| 1952 | ヘルシンキオリンピック   | ヘルシンキ（フィンランド）       | マラソン         | 2位  | 2時間25分35秒 |
| 1954 | 朝日マラソン             | 神奈川県（日本）                 | マラソン         | 1位  | 2時間24分55秒 |
| 1955 | エンスヘデマラソン       | エンスヘデ（オランダ）           | マラソン         | 1位  | 2時間26分33秒 |